# خان مزينان
خان مزينان (بالفارسية: کاروانسرای مزینان) هو خان تاريخي يعود إلى عصر السلالة الصفوية، ويقع في مزينان، محافظة خراسان رضوي.